# Захарченко Максим Григорович
Макси́м Григо́рович Заха́рченко — майор Збройних Сил України, учасник російсько-української війни, Герой України (2023).

## Життєпис
Максим Захарченко народився 15 травня 1994 року в селі Шкуратівка Білопільського (з 2020 року — Сумського району) на Сумщині. Закінчив Шкуратівську загальноосвітню школу І—ІІ ст. та Ганнівсько-Тернівську ЗОШ І—ІІІ ст. У 2012 році його призвали до лав Збройних сил України.
З початком війни на сході України в 2014 році мобілізований і брав участь в антитерористичній операції на сході України. У 2015 році Максим Захарченко вступив до Національної академії сухопутних військ імені гетьмана Петра Сагайдачного, яку успішно закінчив і продовжив військову службу.
Під час повномасштабної війни Росії з Україною у званні майора обіймав посаду заступника командира танкового батальйону 66-ї механізованої бригади. Керуючи підпорядкованими танковими підрозділами, було знищено велику кількість ворожої техніки та живої сили противника, що уможливило виконання бойових завдань на важливих напрямках фронту.

## Нагороди
- Звання Герой України з врученням ордена «Золота Зірка» (14 серпня 2023) — за особисту мужність і героїзм, виявлені у захисті державного суверенітету та територіальної цілісності України, самовіддане служіння Українському народу.[4][5]
- орден «За мужність» II ступеня (2022) — за особисту мужність і самовіддані дії, виявлені у захисті державного суверенітету та територіальної цілісності України, вірність військовій присязі.
- орден «За мужність» III ступеня (2022) — за особисту мужність і самовіддані дії, виявлені у захисті державного суверенітету та територіальної цілісності України, вірність військовій присязі.